# Riserva naturale regionale orientata Boschi di Santa Teresa e dei Lucci
La riserva naturale regionale orientata Boschi di Santa Teresa e dei Lucci è un'area naturale protetta situata nel comune di Brindisi. La riserva è composta da quattro boschi. Con la Direttiva comunitaria 92/43 CEE, è stata inserita nell'elenco dei Siti di Importanza Comunitaria (SIC).
Nel passato è certo che una buona parte dell’area brindisina era ricoperto da una foresta di querce da sughero. La riserva punta alla conservazione dei relitti boschivi rimasti, a preservare quindi un pezzo di natura sopravvissuto al disboscamento.
Si parla dei seguenti boschi: 
- Bosco dei Lucci (di ca. 13, 5 ha);
- Bosco Preti ( di ca. 15 ha);
- Bosco di Santa Teresa (due nuclei boschivi di 18 e 9 ha);

- Bosco Colemi (di ca. 10,5 ha)

## Flora
La particolarità della riserva consiste nella presenza di bosco esteso circa 65 ha di sughera (Quercus suber) specie molto rara in tutta la costa adriatica dell'Italia, a cui si aggiungono esemplari di leccio (Quercus ilex), roverella (Quercus pubescens) e quercia vallonea (Quercus ithaburensis macrolepis) presente, in Italia, solo in pochissimi boschi del Salento.
Il sottobosco presenta una rigogliosa macchia mediterranea con alcune specie che non si trovano nel resto del territorio salentino come l'Erica arborea, la rara Erica manipuliflora e il corbezzolo (Arbutus unedo), a cui si aggiungono altre specie arboree tipiche mediterranee. Il lentisco (Pistacia lentiscus), il mirto (Myrtus communis) e l’iliatro (Phillyrea latifolia).
Sono presenti anche altre specie arboree quali il pungitopo (Ruscus aculeatus), e il gigaro scuro (Arum maculatum). Probabile presenza del gigaro chiaro (Arum italicum). Sicura la presenza della cannuccia di palude (Phragmites australis)

## Fauna
Tra gli animali presenti possiamo citare molti mammiferi tipici del bioma mediterraneo come alcuni roditori quali la lepre europea (Lepus europaeus) o la arvicola campestre. Troviamo mustelidi come il tasso (Meles meles), la donnola, la faina e altri mammiferi come la volpe (Vulpes vulpes) e il riccio.
Tra i rettili, per citarne alcuni, vi sono il biacco melanico, la biscia o natrice dal collare (Natrix natrix). Potrebbero essere presenti senza accertazione anche la testuggine di terra (Testudo hermanni) e il colubro leopardino.
Tra gli anfibi vi sono la raganella italiana (Hyla intermedia) e il rospo smeraldino. 
Numerose le specie di uccelli rapaci, sia diurni: falco pellegrino, poiana (Buteo buteo), gheppio etc., sia notturni: barbagianni (Tyto alba), gufo comune (Asio otus) e civetta. Comuni anche la succiacapre (Caprimulgus europaeus), il colombaccio, la cicogna bianca e un'ampia vastità di passeriformi tra cui il pettirosso e la capinera (Sylvia atricapilla).